# Johannes Andreae (Rechtsgelehrter)
Johannes Andreae (auch: Giovanni d’Andrea, Johannes Andreae de S. Hieronymo; * um 1270 in Rifredo (heute Ortsteil von Firenzuola) bei Florenz; † 7. Juli 1348 in Bologna) war bedeutender Rechtsgelehrter und Kanonist sowie Verfasser wichtiger Lehrschriften von Bedeutung für die europäische Rechtsgeschichte wie auch für das katholische Kirchenrecht.

## Leben

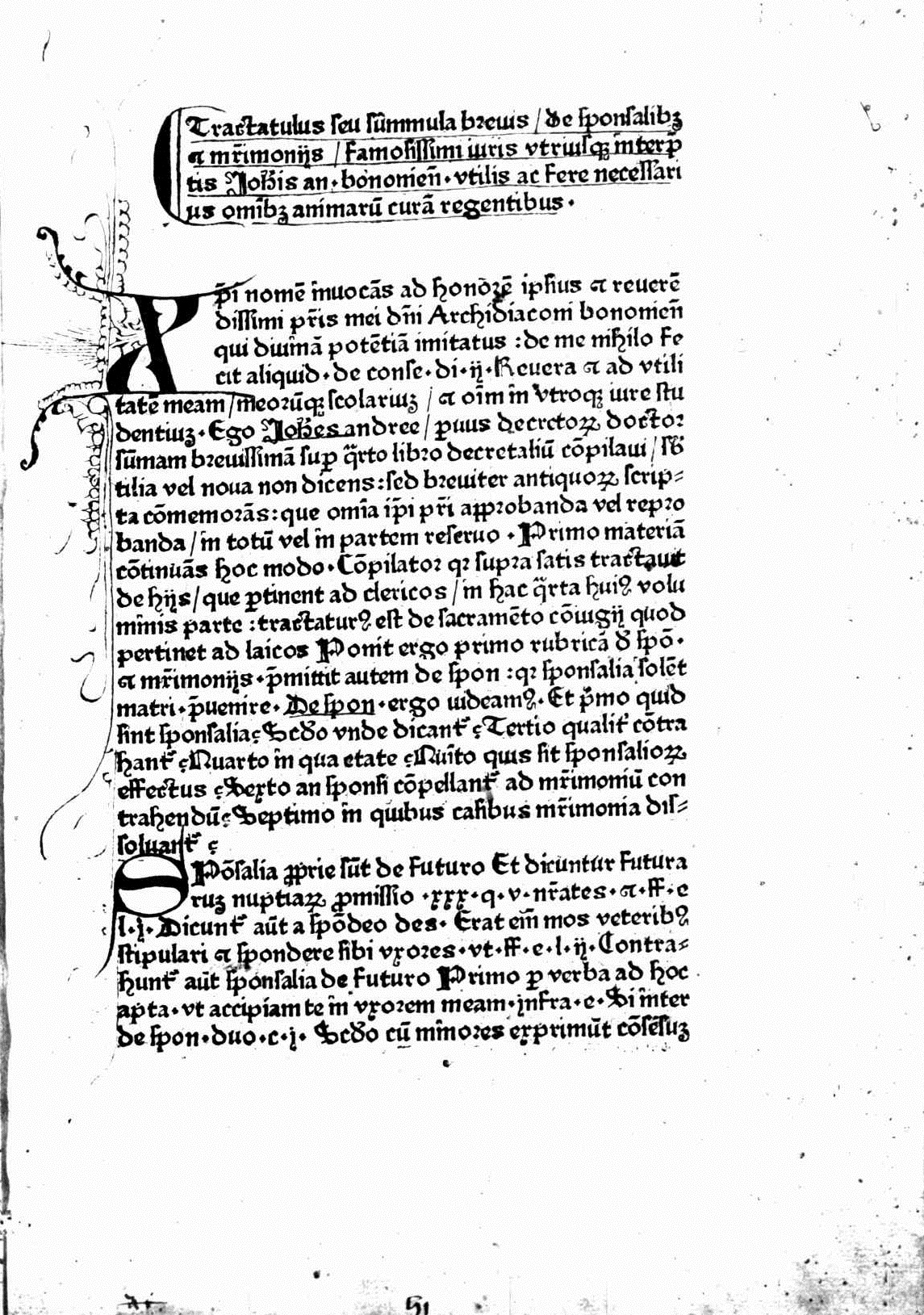
Summa de sponsalibus et matrimoniis, 1472–1474

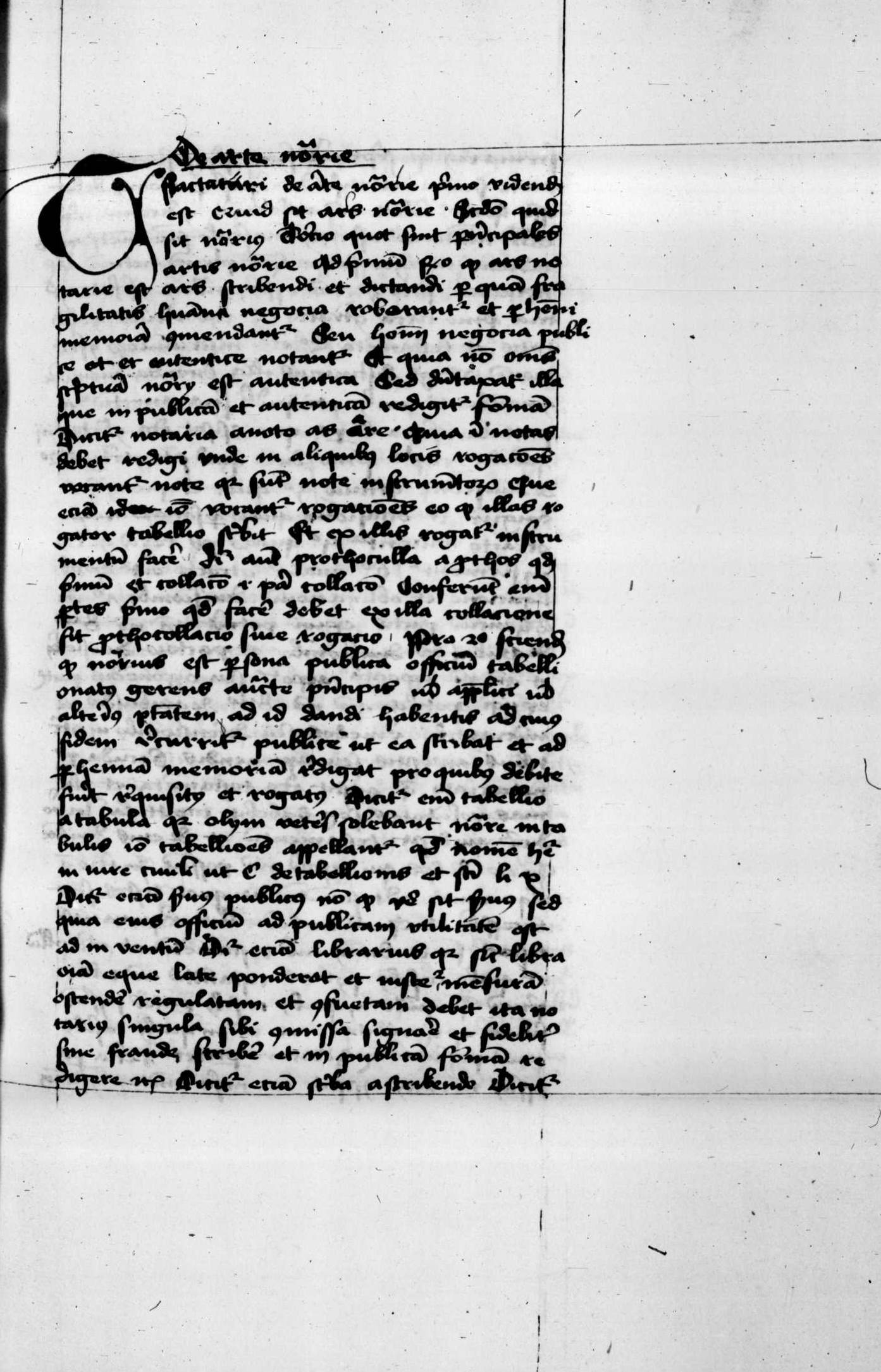
Tractatus de Iohannis Andreae lectura arboris consanguinitatis et affinitatis, manuskript, 15. jahrhundert. Wolfenbüttel, Herzog August Bibliothek Wolfenbüttel, Codices Helmstadienses, Cod. Guelf. 176 Helmst.

Als unehelicher Sohn eines späteren Priesters „Andrea“ und seiner Konkubine „Novella“ gilt Andreae als der größte Kanonist seiner Zeit und ging als „fons et tuba iuris“ (Quelle und Horn des Rechts) in die Rechtsgeschichte ein. Aus Verehrung für den Kirchenvater Hieronymus legte er sich den Beinamen »de Sancto Hieronymo« zu. Seiner umfangreichen Kenntnis der damaligen Rechtsliteratur verdankte er sein Ansehen als geschätzter Ratgeber hoher Würdenträger.
Obwohl Andreae nicht vermögend war, lernte er schon in jungen Jahren unter der Aufsicht seines Vaters Grammatik. Seine Doktorwürde der Theologie und der Rechtswissenschaft erhielt er an der Universität Bologna. Sein Lehrer Guido de Baysio, der damalige Erzdiakon (Archidiakon) von Bologna, erkannte seine Begabung und wurde sein Mäzen. Ab dem Jahre 1300 wurde Andreae Professor der Dekretalen in Bologna. Zeitweise unterrichtete er auch in Padua.
Andreae hatte mehrere uneheliche Kinder, die später hohe kirchliche Ämter ausübten. Mit seiner Frau Melicia hatte er drei Söhne und vier Töchter. Der Kanonist Johannes Calderinus war sein Adoptivsohn. Sein Sohn Bonincontrus, ebenfalls Rechtsgelehrter, wurde wegen Verschwörung gegen die Führung von Bologna enthauptet. Drei der Töchter heirateten Rechtsgelehrte und Kanonisten. Der Rechtshistoriker Willibald M. Plöchl spricht von Andreaes vierter Tochter Novella: „Sie war die erste Dozentin des Kirchenrechts in der Geschichte der Kanonistik“. Außerdem erzählt Christine de Pisan in einem zeitgenössischen Bericht, „daß Novella ihren Vater, wenn er krank war, bei Vorlesungen vertreten habe und wegen ihrer auffallenden Schönheit dies hinter einem Vorhang vortragen musste.“ Der Name „Novella“ ist auch der Titel des größten Werkes von Andreae, welches dem Bischof von Ostia und Kardinallegaten Betrandus gewidmet wurde.
Sein reges politisches Engagement und seine Papsttreue führten zu seiner Festsetzung für acht Monate im Kastell bei Silvano. Auf der Rückreise von Avignon, nach dem Besuch beim Papst Johannes XXII. (1328), wurde er von den Ghibellinen bei Pavia überfallen, ausgeraubt und inhaftiert. Nach seiner Freilassung entschädigten ihn die Stadt und der Papst mit einem Lehen bei Ferrara.
Nachweislich freundschaftliche Verbindungen hatte Andreae zu Hugo, dem „König von Zypern und Jerusalem“ sowie zum Humanisten Francesco Petrarca. Er starb an der Pest und wurde in der Dominikanerkirche von Bologna begraben.

## Schriften
- De interdicto. Blatt 43–50 der Handschrift Msc.Theol.207 der Staatsbibliothek Bamberg aus dem 13./14. Jahrhundert. Digitalisat
- Summa de sponsalibus et matrimoniis. Martin Flach, Basel 1474 (Latein, Online).
- Liber sextus Decretalium : Mit der Glosse des Johannes Andreae. - Basel : Michael Wenßler, 1476. Digitalisierte Ausgabe
- Novella Commentaria in quinque libros decretalium. Fünf Bände. Venedig 1581. Neudruck Turin 1963.
- In Sextum Decretalium librum Novella Commentaria. Venedig 1581.
- In titulum de Regulis iuris Novella Commentaria. Venedig 1581.
- Corpus iuris canonici glossatum I-III. Lyon 1519/1520.